# Seznam extrémních sportů
Abecední seznam vybraných extrémních sportů:
- Bungee jumping – skoky na pružném laně z vysokých míst – mostů, jeřábů, když už je člověk kousek nad zemí, lano se napne natolik, že ho vymrští o velký kus zpátky nahoru
- Basejump – skok s padákem z pevného místa, např. sochy, skály, mrakodrapu apod., principem je volný pád a otevření padáku až velmi nízko nad zemí (pouhých pár desítek metrů)
- High jumping, cliff diving – skoky ze skály do jezera, moře, řeky atd. s prováděním salt, šipek atd.
- BMX freestyle – jezdci provádějí na speciálně upravených kolech různé triky, většinou ve speciálně vytvořeném parku
- Aggressive inline skating – druh jízdy na speciálních inline bruslí jehož předností je jízda na zábradlí různých hranách skoky ze schodů jízda na rampách brusle mají čtyři i dvě kolečka dvě kolečka mezera dvě nebo jedno kolečko vepředu a vzadu o proti klasickým bruslím mají takzvaný platy (soulplaty) je to rozšíření postranní konstrukce brusle kterým umožňuje jízdu po překážkách takzvaný sliding grinding tito jezdci mají zastoupení v různých kategoriích vert park a street.
- Bouldering – horolezectví bez lana, většinou se provozuje na menších skalách, nebo v tělocvičnách
- Freediving – druh potápění při kterém potápěč nemá pod vodou žádný zdroj kyslíku a ponor provádí pouze se zadrženým dechem
- Horolezectví – lezení v horách a velehorách, individuální, týmové i expediční, ale i sportovní lezení
- Extreme skiing / freeriding – extrémní lyžování/snowboarding ve volných neupravených terénech mimo značené sjezdové tratě, jinak také backcountry
- Freerunning – sport, který se vyvinul z parkouru; jde o to, aby se člověk při chůzi či běhu co nejefektivněji pohyboval a přitom se nezastavil před žádnou překážkou, ať jde o budovy, ploty, auta, či cokoliv jiného; efektivní = různé typy triků, přeskoků, salt atd.
- Freeskiing – specifický druh alpského lyžování, který se dělí na dvě podskupiny – freeride (jízda ve volném terénu mimo sjezdovky) a freestyle (jízda přes různé překážky a skoky ve snowparku nebo ve městě)
- Kienova houpačka – skoky z mostů na horolezeckém laně
- Kiteboarding / Kitesurfing / Landkiting / Snowkiting – všechny sporty mají společné to, že zdrojem k pohybu je tažný drak neboli kite; kite je řiditelný a vypadá trochu jako paraglidingové křídlo; první dvě varianty jsou na vodě na tzv. boardu, landkiting je na zemi (pláže, louky) na mouintainboardu nebo tří či dvoukolové bugyně, bruslích atd. a poslední varianta je na sněhu
- Longboard – cca dvakrát delší prkno než skate, čtyři kolečka a sjezdy po dlouhých více či méně prudkých silnicích
- Mountain biking – pohyb na kole v horách a jejich sjíždění, většinou uměle vytvořenými trasami, nebo stezkami k jinému účelu; další varianty: downhill a freeriding
- Motorové sporty: motokros, terénní motorky, motokáry atd. k realizaci je používán motorizovaný dopravní prostředek, upravený k náročným podmínkám
- Paragliding – seskok s padákem, pilot se rozbíhá ze speciální plošiny nebo ze svahu, aby „nabral vítr“, padák, tzv. křídlo je dobře ovladatelný pomocí šňůr
- Rafting, kayaking – sjíždění divokých vod v gumovém člunu(raftu), na kajaku
- Skateboarding – prkno se čtyřmi kolečky,skateparky, překážky v ulicích, hudba, rampy, spousta triků a jejich mutací; vyvinul se ze surfingu; varianta: snowskate – skate s lyžičkou zespoda místo koleček
- Snowboarding – jízda na prkně/snowboardu ve snowparku, na sjezdovce nebo ve volném terénu
- Speedriding – sjezd prudkých svahů na lyžích za pomoci speciálního padáku konstruovanému na vysoké rychlosti (přes 70 km/h) umožňující lyžaři překonávat převisy či místa sjezdu, které by byly pouze za použití lyží nesjízdné
- Sportovní lezení – vertikální pohyb vlastní silou, skalní lezení, lezení na umělých stěnách, bouldering, sólolezení, dws, závodní lezení
- Surfing – nejznámější a nejstarší boardový sport; jedná se o ježdění na surfu na vlnách, osoba stojí nepřipoutána na prkně, a cílem je udržet se co nejdéle v tzv. vodním tunelu, který vytváří vlna, tzv. „sjet si svou vlnu“
- Survival, adventure – kombinace outdoorových disciplín, většinou několikadenní závody jednotlivců nebo týmů v drsném prostředí
- Wakeboarding, Wakeskate, Waterskiing – druh surfování nebo lyžování na jezerech a jiných vodních plochách, jezdec je tažen buď za lodí, na speciálním vleku nebo navijákem, má buď wakeboardové prkno, wakeskateové prkno, surf, kiteboard nebo např. vodní lyže, může přitom provádět různé skoky a triky
- Windsurfing – Rider stojí na plováku o určitém výtlaku (tj. jak moc nadnáší jezdce nad hladinu) a je poháněn větrem, který se opírá do plachty přidělané k plováku